# Sisay Bancha
Pour les articles homonymes, voir Sisay et Bancha.
 (janvier 2013).
Si vous disposez d'ouvrages ou d'articles de référence ou si vous connaissez des sites web de qualité traitant du thème abordé ici, merci de compléter l'article en donnant les références utiles à sa vérifiabilité et en les liant à la section « Notes et références ».
Sisay Bancha, né le 24 août 1989 dans la région Sidama, est un footballeur éthiopien évoluant au poste de gardien de but.

## Biographie
Il compte cinq sélections en équipe nationale et fait partie des 23 joueurs convoqués par Sewnet Bishaw pour participer à la Coupe d'Afrique des nations 2013.